# بخش دینور
دینور یکی از بخش‌های شهرستان صحنه در استان کرمانشاه در غرب ایران است.

## زبان
بیشتر ساکنان بخش دینور لک هستند که عمدتاً به زبان لکی و گویش دینوری تکلم می‌کنند، گویش رایج در دینور که به واسطه ادغام گویش‌ها و لهجه‌های مختلف لکی و در ارتباط بودن مردم لک زبان بخش دینور با کردهای کلیایی بخش مذکور و شهرستان سنقر و وجود نسبت‌های فامیلی زیادی که فی مابین لک زبانان و کردهای کلیایی وجود دارد اندکی لحن گفتن کلمات و نحوه بیان به سمت کردی کلیایی تمایل پیدا کرده و بعضاً کلمات کردی نیز در گفتار عامیانه مردم بخش وجود دارد که این عامل و … باعث شکل‌گیری گویش لکی دینوری شده است که بعضاً به خاطر عدم تشخیص این مورد می‌گویند که مردم دینور به زبان کردی تکلم می‌کنند در حالی که زبان گفتاری لکی و گویش دینوری است. این در حالی است که در دهستان کندوله کردهای هورامی (اورامی) و در دهستان حر کردهای کلیایی هستند و آنها نیز به گویش و لهجه کردی خود تکلم می‌کنند.

## تاریخچه
بر اساس آخرین تقسیمات کشوری سال ۱۳۹۵ دینور به عنوان بخش تابعه شهرستان صحنه محسوب می‌شود.